# Pilar García Mouton
Pilar García Mouton (Madrid, 5 de marzo de 1953) es una filóloga española, profesora de investigación del Consejo Superior de Investigaciones Científicas, especialista en dialectología y geografía lingüística y, desde 2015, miembro correspondiente de la RAE.
Hija del filólogo Valentín García Yebra, de cuyo legado es responsable, García Mouton se doctoró en Filología Románica en la Universidad Complutense de Madrid, de la cual fue profesora también durante un tiempo. Fue alumna de Manuel Alvar, con quien trabajó para el Atlas Lingüístico de Castilla y León y también hizo encuestas en varios países para el Atlas Lingüístico de Hispanoamérica. Ha sido autora y coordinadora de varios proyectos de geografía lingüística: por ejemplo, el Atlas lingüístico (y etnográfico) de Castilla - La Mancha (ALECMan), con Francisco Moreno o la coordinación de la publicación del Atlas Lingüístico de la Península Ibérica.
También codirige, junto a Isabel Molina Martos, el Atlas dialectal de Madrid, atlas lingüístico de territorio pequeño con una intención sociolectal. Colabora en los equipos de los proyectos internacionales Atlas Linguistique Roman (ALiR) y Atlas Linguarum Europae (ALE).
Otra línea de investigación ha sido la lengua de las mujeres, con la publicación de varios artículos y libros.
Fue directora de la Revista de Filología Española entre 2005 y 2015, y anteriormente  había sido secretaria desde 1987. También fue responsable de la colección Biblioteca Románica Hispánica del editorial Gredos, de 1989 a 2005 y es miembro del consejo de redacción de numerosas revistas. Ha ejercido también varios cargos directivos en el CSIC y es miembro de varias agencias evaluadoras como la ANEP (Agencia Nacional de Evaluación y Prospectiva).
También realiza actividades de divulgación lingüística, como el espacio Palabras moribundas, en el programa No es un día cualquiera de Radio Nacional de España desde 2007.

## Publicaciones
- Lenguas y dialectos de España, Madrid: Arco/Libros, 1994 (6a ed. 2014)
- Geolingüística: trabajos europeos, Madrid: Consejo Superior de Investigaciones Científicas, 1994
- Cómo hablan las mujeres, Madrid: Arco/Libros, 2000 (2a ed.),
- Así hablan las mujeres. Curiosidades y tópicos del uso femenino del lenguaje, Madrid: La Esfera de los libros, 2003
- El Español de América: 1992, Madrid: Consejo Superior de Investigaciones Científicas, 2003
- Palabras moribundas, Madrid: Taurus, 2011
- La ciencia de la palabra: cien años de la Revista de filología española Madrid: Consejo Superior de Investigaciones Científicas, 2015 (catálogo de la exposición con motivo de la celebración del certamen de la RFE).